# Nipponomyia trispinosa
Nipponomyia trispinosa là một loài ruồi trong họ Pediciidae. Chúng phân bố ở vùng sinh thái Palearctic.